# Собор Покрова Пресвятой Богородицы (Шахты)
Собор Покрова Пресвятой Богородицы (Покровский Собор) —  кафедральный собор Шахтинской епархии Русской православной церкви.
Адрес храма: Ростовская область, город Шахты, пл. Соборная, 2.

## История
В начале XX века в городе Александровск-Грушевский (ныне город Шахты Ростовской области) было две действовавшие деревянные церкви —  Петропавловская и Александро-Невская. Эти церкви уже не могли духовно окормлять всех прихожан. Это стало причиной принятия решения Донской духовной консисторией о строительстве на Церковно-Базарной площади города нового каменного соборного Петропавловского храма, который и был возведён в 1899 году.
По окончании строительства нового храма, расположенную рядом одноимённую деревянную церковь разобрали. А в 1902 году, согласно сборнику «Ведомости о Покровской церкви» за 1909 год, на Сенной площади (ныне улица Советская) построили новый кирпичный храм, освятив его в честь Покрова Пресвятой Богородицы —  небесной покровительницы и заступницы земли русской и войска Донского. Численность постоянных прихожан нового храма достигала 4 тысяч человек, проживавших в районе реки Грушевки. При храме в то время была большая библиотека, работала церковно-приходская школа с около ста учащимися.
Размеры крестово-купольный Покровского храма с колокольней составляли: длина — 21,3 метра, ширина — 12,8 метров. Храм был построен в стиле «эклектика», отапливался пневматической аммосовской печью, имел 4 двери, оббитые железом, 16 окон в храме и 10 окон в колокольне. Купол храма был покрыт железом и окрашенным охрой. Над куполом возвышался шестиконечный железный крест.
Причт храма включал в себя священника, диакона-псаломщика, а позднее — просфорника. В 1906 году при храме было создано церковно-приходское попечительство, которое занималось обеспечением храма всем необходимым, а также содержанием церковно-приходской школы.
Богослужения в храме проходили и после 1917 года. Однако после установления в городе Александровск-Грушевске в 1920 году советской власти и переименования города в Шахты, в 1922 году — всё имущество церкви было национализировано, а 1923 году в городе были закрыты все три православных церкви.
Позднее прихожане получили разрешение на открытие в Покровском храме религиозной общины. Ее устав был согласован с новой властью. В феврале 1933 года Покровский собор окончательно закрыли, колокола были отправлены переплавку, был разрушен купол храма и колокольня, из храма изъяли богослужебные книги и иконы. В здании храма была устроена ремонтная мастерская трамвайного депо. Мастерская работала до конца 1990-х годов.
В 1997 году территорию трамвайного депо посетил архиепископ Ростовский и Новочеркасский Пантелеимон. Он дал благословение на возрождение храма.

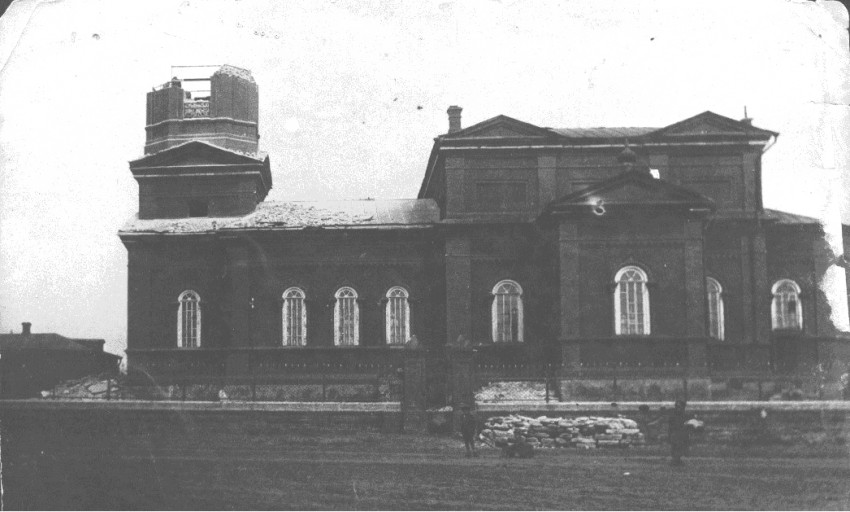
Покровский собор, 1912 год

К осени 1998 года, когда последний трамвай покинул территорию собора Покрова Пресвятой Богородицы, приступили к расчистке и восстановлению храма. Поскольку чертежи храма не сохранились, основой проекта стали замеры храма, проведенные в 1929 году бюро технической инвентаризации, а также фотографии 1912 года западной стороны храма.

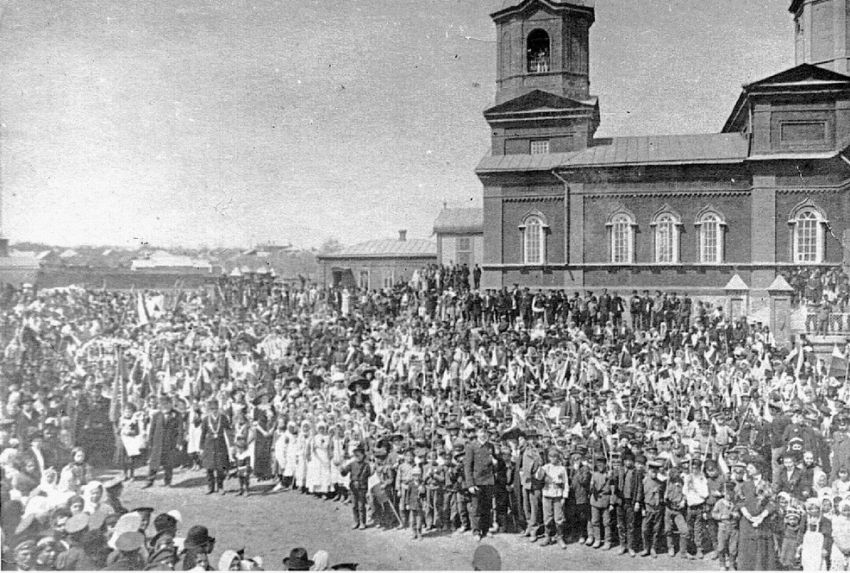
Покровский собор, г. Шахты

Восстановленный храм претерпел некоторые изменения: к нему была пристроена колокольня высотой 33 м, правый и левый приделы, пятикупольная надстройка высотой 24 м, заалтарный обход.
В настоящее время собор Покрова Пресвятой Богородицы является духовным и административным центром Шахтинской епархии. При храме работают курсы «Основ православной культуры», духовно-просветительский центр, церковно-приходская школа, казачье молодёжное объединение «Донцы», есть библиотека и социальная служба.
Рядом с храмом на соборной площади проводятся общегородские и церковные мероприятия, кадеты Шахтинского Я. П. Бакланова кадетского корпуса принимают присягу.
Престольные праздники: Покрова Пресвятой Богородицы — 14 октября (по новому стилю).
Настоятель собора: иерей Александр Теличкин
Святыни: Икона с частичкой мощей Пантелеимона Целителя; палица Глинского старца схимитрополита Зиновия (Мажуги); икона с частичкой мощей свт. Иоанна Златоуста; мощевик с частичками мощей: епископа Русской православной церкви, митрополита Ростовского и Ярославского, свт. Димитрия Ростовского, прп. Александра Санаксарского, блаженного Павла Таганрогского, прп. Амвросия Оптинского, муч. Меркурия, свщмч. Евпла, вмч. Пантелеимона, муч. Ореста, частица гроба прп. Сергия Радонежского, частица гроба великой княгини Елисаветы и инокини Варвары, прав. Феодора Ушакова, младенца от Ирода убиенного, муч. Мардария, равноапостольного князя Владимира.